# Raúl Ruiz

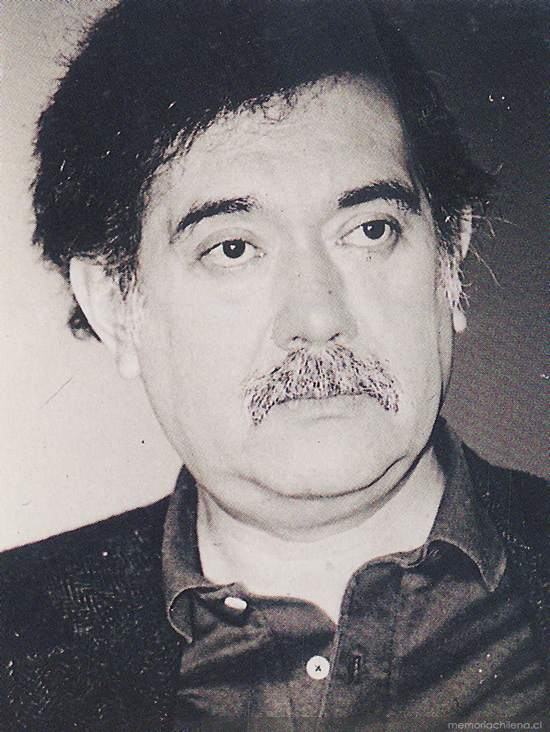
Raúl Ruiz

Raúl Ernesto Ruiz Pino (25. Juli 1941 in Puerto Montt – 19. August 2011 in Paris), auch als Raoul Ruiz bekannt, war ein chilenisch-französischer Filmregisseur, Drehbuchautor und Filmproduzent.

## Leben und Werk

### Gesamtwerk
Das Lebenswerk von Raúl Ruiz umfasst nicht weniger als 115 Filme für Kino und Fernsehen. Er habe bis 1962 genau 100 Theaterstücke geschrieben, nicht eines mehr und nicht eines weniger; den Entschluss dazu habe er im Alter von 15 Jahren gefasst. Obwohl er mitunter als barock oder als Surrealist bezeichnet wurde, lässt sich sein eigenwilliges und vielschichtiges Werk kaum einer Kategorie zuordnen. Er reklamierte den Begriff Barock für sich selbst und charakterisierte ihn auf originelle Weise:

« Le baroque … est une façon d’économiser et pas une dépense. Il ne faut pas mélanger le baroque et le rococo mais plutôt le comparer à un certain restaurant à midi; il y a très peu d'espace, où on met le maximum de gens, pour avoir le maximum de clients. »

„Der Barock … ist eine Art zu sparen und keine Ausgabe. Man darf Barock und Rokoko nicht vermengen, sondern muss Ersteren mit einem Restaurant zur Mittagszeit vergleichen: es gibt sehr wenig Platz, man versucht so viele Leute wie möglich unterzubringen, um die größtmögliche Anzahl Kunden zu haben.“

### Die Anfänge
Der Sohn eines Kapitäns zog, nachdem er im Alter von fünf Jahren an Tuberkulose erkrankt war, mit seiner Familie aufs Land. Mit 19 Jahren drehte Ruiz seinen ersten Kurzfilm, La Maleta (Der Koffer); das Thema dazu entnahm er einem eigenen Theaterstück. Er studierte Jura und Theologie, bevor er sich 1962 für ein Jahr an der Filmakademie im argentinischen Santa Fe bei Fernando Birri einschrieb. 1963 war er Moderator einer täglichen Journalsendung im chilenischen Fernsehen. 1965 schrieb er in Mexiko Szenarien für Feuilletonsendungen und, nach seiner Rückkehr nach Chile, Adaption klassischer Stücke für das Fernsehen.
Mit seinem 1968 erschienenen vierten Film Tres tristes tigres gewann er 1969 beim Internationalen Filmfestival von Locarno den Goldenen Leoparden. Der Film beruht auf einem Stück von Alejandro Sieveking und beschreibt das Leben dreier Außenseiter im sommerlichen Santiago de Chile. 1971 drehte er eine freizügige Fassung der Strafkolonie von Franz Kafka. Von der Regierung Allende wurde er als Berater für Kinokultur berufen.

### Flucht nach Frankreich – Experimente und Erfolge
Nach dem Putsch in Chile 1973 verließ er 1974 das Land und ging nach Frankreich ins Exil. Noch im selben Jahr drehte er dort den Film La question de l’exil mit Laien und professionellen Schauspielern, unter ihnen Françoise Arnoul und Daniel Gélin. Der Film setzt sich in ironischer Weise mit der Situation der zahlreichen Exil-Chilenen in Frankreich auseinander – zum Missfallen vieler chilenischer Künstler. Nach der Uraufführung in einem Pariser Kino geriet der Film in Vergessenheit.
In den folgenden Jahren konzentrierte er sich auf Kurzfilme und Auftragsarbeiten fürs Fernsehen, darunter 1979 Petit manuel de l’Histoire de France. Humorvoll ließ er sich auf verschiedene Experimente ein. Colloque de chiens beispielsweise ist ein Kurzfilm, bestehend aus einer Fotoserie, zu der eine Stimme im Off aufwühlende Erlebnisse beschreibt. La Vocation ist die Adaption eines sperrigen Textes von Pierre Klossowski, ein verschlungener theologischer Disput zwischen der Stimme der Berufung und der Stimme des Zweifels – ein Kurzfilm, der an ähnliche Versuche von Luis Buñuel erinnert. 1979 realisierte er auch den Fernsehfilm L’Hypothèse du tableau volé; das Drehbuch dazu schrieb er zusammen mit Klossowski. Der Film beginnt wie eine Reportage über Klossowski, wandelt sich aber zu einer Geschichte über zwei Männer, die sich über die Malerei streiten und über eine Sammlung rätseln, bei der ein Bild zu fehlen scheint. Einer der beiden schlendert durch die Szenen, die auf den Bildern dargestellt sind, und begegnet in den Kulissen lebenden Menschen. Der Film hatte eine schockhafte Wirkung unter den französischen Intellektuellen und provozierte eine lebhafte Debatte darüber, ob der Kunst und der Wirklichkeit ein Sinn innewohne.
Ein Teil des französischen Filmpublikums nahm Ruiz’ Arbeiten mit Begeisterung auf. Sein Stil der Abstraktion und der Augentäuschung waren ein willkommener Gegensatz zum naturalistischen französischen Kino der 1970er Jahre. Im März 1983 widmeten ihm die Cahiers du Cinéma eine komplette Ausgabe. Ruiz wurde als zweiter Orson Welles gefeiert, als Meister der barocken Abstraktion, der mit minimalen Budgets einfache, poetische Sinnestäuschungen in Szene setze. In den 1980er Jahren reihte er Film an Film; für den Kurzfilm Colloque de chiens erhielt er 1980 einen César für den besten Kurzfilm.

### Großes Kino
In den 1990er Jahren nahm sein Schaffen eine überraschende Wende. Er drehte Filme mit großer Besetzung, vergab Rollen an Stars, 1994 an Arielle Dombasle in Fado majeur et mineur, 1995 an Marcello Mastroianni in Trois vies et une seule mort, 1997 an Catherine Deneuve und Michel Piccoli in Généalogies d’un crime, der als Genealogien eines Verbrechens in deutscher Fassung erschienen ist. Jessie (1998) ist eine bizarre, an Alfred Hitchcock angelehnte Geschichte mit Anne Parillaud und James Baldwin.
1995 publizierte er eine kleine Abhandlung über das Kino, Le Poétique du Cinéma. Im Jahr darauf wurde er französischer Staatsbürger.
Mit Le temps retrouvé, Die wiedergefundene Zeit, wagte er sich an das ehrgeizige Unterfangen, Marcel Proust mit Catherine Deneuve, Emmanuelle Béart und John Malkovich in den Hauptrollen für das Kino zu adaptieren. Les Ames fortes mit Laetitia Casta, 2001 erschienen, beruht auf einem Roman von Jean Giono.
Seine Filme waren zu jener Zeit auch auf den großen renommierten Festivals vertreten, unter anderem auf den Internationalen Filmfestspielen von Cannes.

### Die späten Jahre
Seiner Vorliebe für Rätselhaftes, Paradoxes und Unsagbares blieb er treu. Ce jour là ist eine makabre, groteske Komödie, die in einer seltsamen Sprache mit absurden Wiederholungen spielt. In seinem Spätwerk beschränkte er sich wieder auf Produktionen mit bescheidenerem Budget. La Maison Nucingen, 2009 erschienen, verarbeitet surrealistische Quellen; der Film hat wenig mit dem gleichnamigen Roman von Balzac gemein. Seine letzte Produktion, der Kinofilm Die Geheimnisse von Lissabon (Les Mystères de Lisbonne, Mistérios de Lisboa), aus dem auch eine kleine Fernsehserie mit 4½ Stunden Gesamtdauer wurde, beruht auf einem Roman des portugiesischen Schriftstellers Camilo Castelo Branco; der Film erhielt eine Vielzahl Preise, u. a. 2010 den Prix Louis-Delluc.
Raúl Ruiz starb am 19. August 2011 im Hôpital Saint-Antoine in Paris im Alter von 70 Jahren an den Folgen einer Infektion. Ein Jahr zuvor hatte er sich zur Behandlung von Leberkrebs einer Operation unterzogen. Ruiz war ab 1969 mit der chilenischen Regisseurin Valeria Sarmiento verheiratet, die an vielen seiner Filme unter anderem als Editorin mitarbeitete. Sie übernahm von ihrem verstorbenen Mann das Projekt Lines of Wellington – Sturm über Portugal. Das Historiendrama über die Linien von Torres Vedras, einem Verteidigungsring während der Napoleonischen Kriege in Portugal Anfang des 19. Jahrhunderts, stellte sie 2012 fertig, mit John Malkovich, Soraia Chaves, Nuno Lopes und Mathieu Amalric in den Hauptrollen. Nach dem Muster des letzten Werks von Ruíz, Die Geheimnisse von Lissabon, kam der Film als Linhas de Torres Vedras dann als Mehrteiler auch ins Fernsehen.

## Filmografie (Auswahl)
- 1963: La maleta (Kurzfilm)
- 1964: El regreso (Kurzfilm)
- 1967: El tango del viudo
- 1968: Tres tristes tigres
- 1969: Militarismo y tortura (Kurzfilm)
- 1975: Diálogos de exiliados
- 1976: Utopía (Fernsehfilm)
- 1977: Colloque de chiens
- 1978: La vocation suspendue
- 1979: L’hypothèse du tableau volé
- 1981: O Território
- 1983: Les trois couronnes du matelot
- 1983: La ville des pirates
- 1985: L’éveillé du pont de l’Alma
- 1985/91: L’île au trésor / Treasure Island
- 1986: Mémoire des apparences
- 1987: La chouette aveugle
- 1992: L'oeil qui ment
- 1994: Fado majeur et mineur
- 1996: Drei Leben und ein Tod (Trois vies et une seule mort)
- 1997: Genealogien eines Verbrechens (Généalogies d’un crime)
- 1999: Die wiedergefundene Zeit (Le temps retrouvé)
- 2000: Comédie de l’innocence
- 2002: Cofralandes, rapsodia chilena (Dokumentarfilm)
- 2005: Le domaine perdu
- 2006: Klimt
- 2008: La maison Nucingen
- 2010: L’estate breve (Dokumentarfilm)
- 2010: A Closed Book
- 2010: Die Geheimnisse von Lissabon (Mistérios de Lisboa)